# Mehdi Mostefa
Mehdi Mostefa Sbaa, född 30 augusti 1983, är en algerisk fotbollsspelare som spelar för Béziers. 
Han var med i Algeriets trupp vid fotbolls-VM 2014.